# 佐梨村
佐梨村（さなしむら）は、かつて新潟県北魚沼郡にあった村。

## 沿革
- 1889年（明治22年）4月1日 - 町村制施行に伴い北魚沼郡佐梨村、佐梨上原新田、佐梨原新田、佐梨古新田が合併し、佐梨村が発足。
- 1901年（明治34年）11月1日 - 北魚沼郡小出町、島町村（一部）と合併し、小出町を新設して消滅。